# Boteiro
El boteiro es la figura más emblemática del Entrudio o Carnaval de la comarca de Viana del Bollo. Según su área de procedencia, los trajes y dinámicas de los boteiros cambian.

## Boteiro de Viana del Bollo

### Historia
Aunque los orígenes del boteiro vianés probablemente se remonten a muchos siglos atrás, la configuración actual de este personaje queda fijada en la década de los años 80 del siglo XX, cuando en Viana do Bolo, la capital del municipio, se produce una confluencia de las distintas tradiciones de Entroido que existían en las aldeas vecinas: las comparsas y los fuliones.

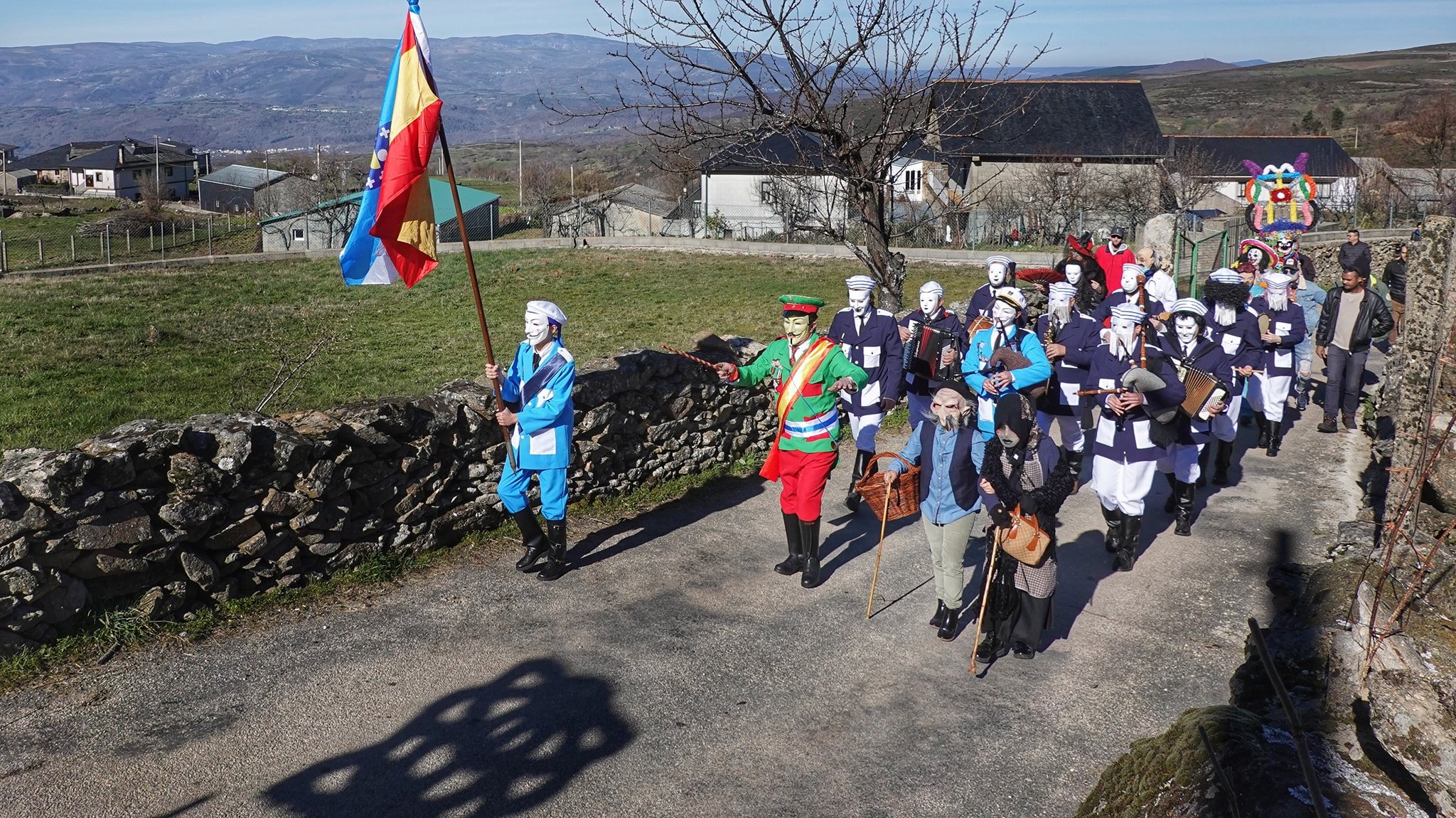
Comparsa

Una comparsa está formada por un grupo de jóvenes de una aldea que se desplazan durante el Entrudio a otros lugares vecinos para representar unas piezas teatrales humorísticas llamadas disputas. Estas comitivas tienen una serie de personajes fijos: el director, la señorita o madama, el paiaso, los músicos y los de esquilas o vellos de esquilas.

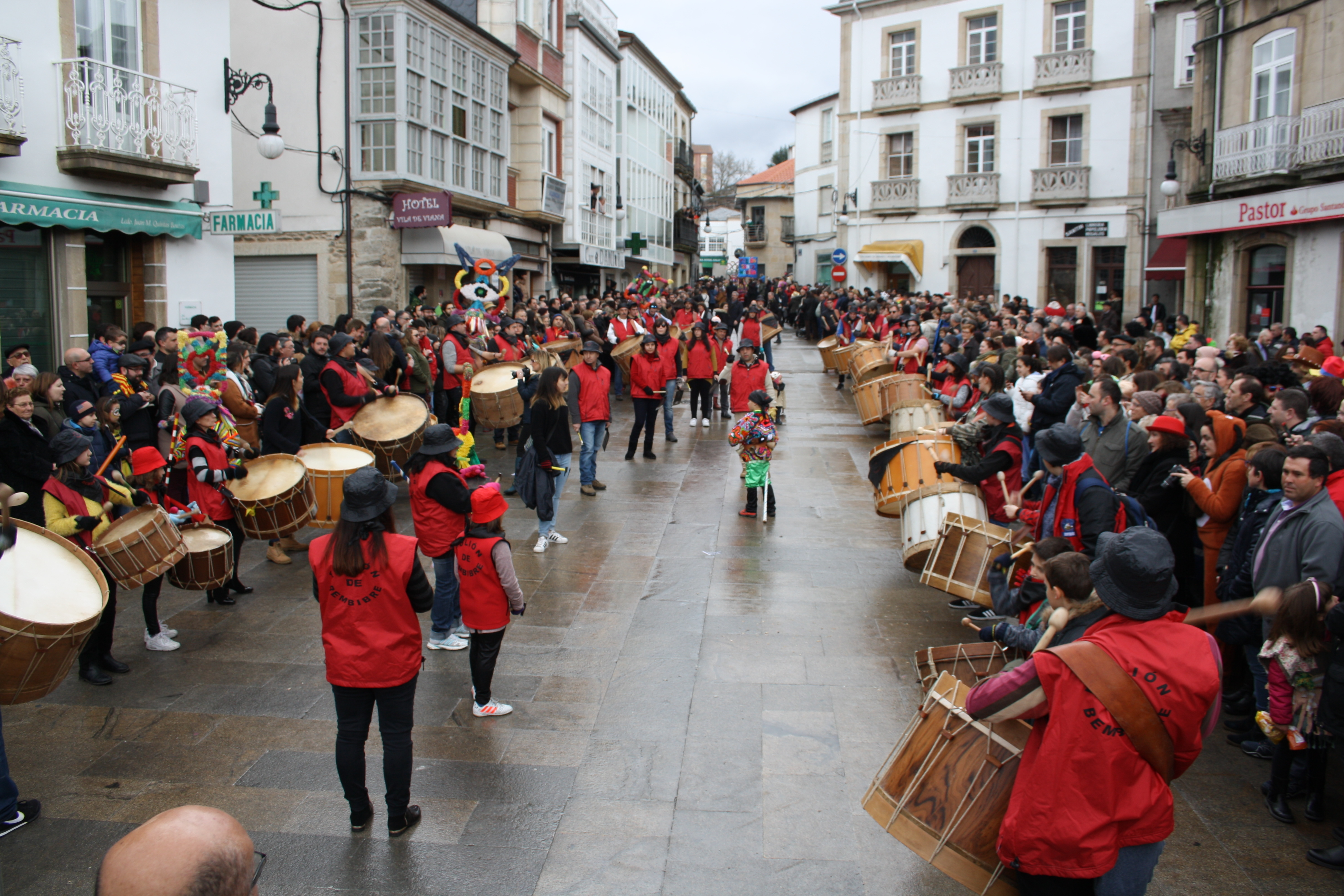
Fulión

Un fulión es una comitiva que recorre las calles de las aldeas haciendo sonar un ritmo monótono con aperos de labranza e instrumentos de percusión. Normalmente, cada aldea (o un conjunto de aldeas) posee un toque que lo diferencia de otros pueblos. En algunos de estos fuliones existía la figura del boteiro, aunque su indumentaria era diferente de la actual.
Para entender el traje actual del boteiro hay que tener en cuenta que, desde los años 80, las comparsas fueron viniendo a menos por falta de jóvenes hasta desaparecer en los años 90. Es ahí cuando los trajes de los vellos de esquilas de las comparsas pasaron a utilizarse con el fulión y los boteiros, sustituyendo el traje propio en la mayoría de las aldeas. Por eso el boteiro de hoy es un calco sofisticado de la vestimenta de los vellos de esquilas con las funciones de los antiguos boteiros de los pueblos.

### Funciones
Las funciones del boteiro están (y siempre han estado) íntimamente ligadas al fulión, que es la comitiva a la que anuncia y abre paso. Para apartar al público, el boteiro puede empujar, bajar la careta y embestir o arrastrar la monca hacia delante mientras corre, indicando así a los espectadores el espacio que debe quedar libre. También trota para hacer sonar las esquilas o efectúa saltos apoyándose en la monca con el fin de exhibir su fuerza y habilidad.

### Traje
- Máscara
La careta del boteiro es una verdadera joya de artesanía, ya que no existen dos iguales. Esta se compone de dos partes.

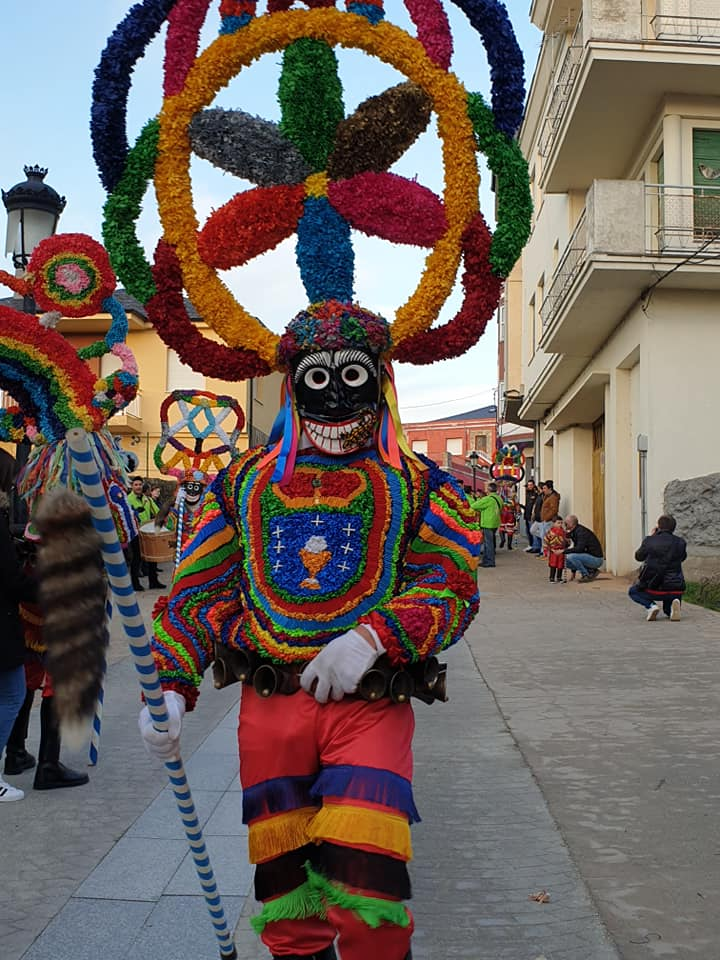
Boteiro de Viana do Bolo

La parte superior, que recibe el nombre de pantalla, está hecha de un armazón de hierro que se recubre con cientos de pliegos de papel de seda previamente doblados y recortados que se pegan en dicha estructura buscando una disposición simétrica de los colores.
En la parte inferior se sitúa la máscara de madera que va fijada a la estructura metálica mediante una especie de casco. La expresión facial de estas máscaras oscila entre la burla, con sonrisas socarronas de dientes bien marcados, y el afán de intimidar e infundir miedo, de ahí la presencia de reptiles, entre los que se impone la serpiente. También pueden tener caras de animal y no es extraño que se añadan elementos como los cuernos. La tradición más extendida es que la cara se pinte de color negro, aunque existen aldeas cuyas máscaras tradicionalmente dejaban la cara del color natural de la madera. Por último, en los laterales de la máscara de madera hay dos correas de cuero que ciñen la careta al cuello del boteiro y que quedan ocultas bajo varios pliegues de papel de seda de la parte posterior (que hacen la función de pelo).
- Camiseta
La camiseta de boteiro es, junto con la careta, el elemento en el que más se manifiesta la creatividad y el virtuosismo de la técnica. Sobre una camiseta de felpa se cosen más de mil metros de cinta de raso de colores vivos con los motivos más diversos.
- Camisa blanca y corbata
El traje de boteiro es una vestimenta de gala, por lo que ha de llevar camisa blanca y corbata.
- Guantes
Los guantes son un elemento esencial porque contribuyen a preservar el anonimato total del portador de la máscara.
- Monca
La monca es un palo resistente que habitualmente sobrepasa los 170 cm y cuyo grosor ronda los 2 cm. Se pinta con colores llamativos y en el extremo superior lleva un adorno que puede ser un pompón, una borla, cintas de colores o el rabo de un zorro. El boteiro usa la monca para apartar a la gente, pero también como pértiga para impulsarse a la hora de saltar.
- Esquilas
Las esquilas designan al cinturón del que cuelgan estas pequeñas campanas típicas del ganado bovino. Estas se colocan de tal modo que, al moverlas, se produzca un sonido armónico, de ahí que se alterne una esquila macho (sonido grave) con una esquila hembra (sonido agudo) a lo largo de todo el cinturón.
- Pantalón
El pantalón suele ser de color rojo y cuenta con flecos, o bien colocados a lo largo de la costura lateral externa de cada pernera, o bien en unas dos o tres hileras paralelas que rodean la pernera; en este último caso, lo más común es que se sitúen por encima de la rodilla.
- Legues de color negro
Las legues son unas polainas de cuero que recubren la zona del gemelo y protegen la parte inferior del pantalón del barro y del agua.
- Botas de color negro